# Monte Kazbek
Il monte Kazbek (in russo Казбек?; in georgiano მყინვარწვერი?, Mqinvartsveri) è una montagna della Catena del Caucaso di 5 047 m, in  Georgia.
Si tratta di uno stratovulcano ora dormiente, la cui ultima eruzione è collocabile attorno al 750 a.C., e rappresenta il secondo vulcano più elevato del Caucaso, dopo l'Elbrus, nonché la settima cima più alta della catena. Domina la città georgiana di Stepantsminda.

## Descrizione
Il monte Kazbek, come peraltro l'Elbrus, non si trova lungo lo spartiacque principale ma su una catena secondaria, i monti Khokh, che si staccano dalla catena principale del Caucaso sul suo versante settentrionale.
La zona è attiva dal punto di vista tettonico: vi si verificano frequenti terremoti e attorno alla montagna vi sono sorgenti calde, segno di un'intensa attività geotermica. Il vulcano è principalmente formato da trachite e ha la forma di un doppio cono, la cui base si trova a una quota di circa 1750 metri sopra il livello del mare. È il più elevato del gruppo dei monti Kazbegi, un massiccio che comprende un altro vulcano spento, il monte Khabarjina.

### Ghiacciai

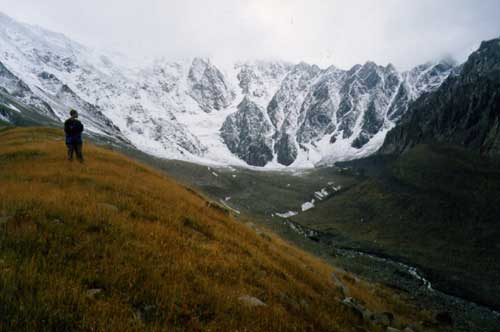
Il ghiacciaio Kolka nel 2001, prima del suo collasso

Nonostante la quota elevata, la morfologia del vulcano non ha permesso che sulle sue pendici si formassero grandi ghiacciai: complessivamente, la loro superficie raggiunge i 135 km². I maggiori ghiacciai sono il Dyevdorak (Devdaraki in lingua georgiana), la cui lingua terminale scende sino a 2300 metri di quota nella gola omonima, Mna, Denkara, Gergeti, Abano e Chata.
Un caso particolare è rappresentato dal Kolka, un ghiacciaio che occupa la testata della valle tra il monte Kazbek e il monte Jimara. Questo ghiacciaio è stato caratterizzato, più volte nel corso della storia, da fenomeni di slittamento della massa glaciale verso valle. L'ultimo di questi collassi si è verificato il 20 settembre 2002, e ha causato 125 vittime (tra cui una troupe cinematografica), nonché la completa distruzione di alcuni villaggi costruiti nel fondovalle del Karmadon. Le cause di questo fenomeno furono ricercate nello scorrimento di una grande quantità di acqua allo stato liquido alla base del ghiacciaio, con azione lubrificante. A provocare lo scioglimento del ghiaccio fu probabilmente l'aumento dell'attività geotermica del vulcano, nonostante non ci siano state successive eruzioni. Lo scivolamento a valle coinvolse la quasi totalità della massa del ghiacciaio, che scomparve pressoché completamente. Tuttavia a partire dalla stagione invernale successiva si sta verificando un consistente accumulo di neve, che, nel caso prosegua regolarmente, porterà alla ricostituzione del ghiacciaio.

## Alpinismo
La vetta del vulcano fu raggiunta da una spedizione composta da Douglas William Freshfield, Adolphus Warburton Moore, Charles Comyns Tucker dell'Alpine Club di Londra e condotta da una guida alpina svizzera, nell'estate del 1868. 
La prima ripetizione fu effettuata il 1º agosto 1900, da un'alpinista russa, Marija Pavlovna Preobraženskaja, che raggiunse nove volte la cima negli anni successivi. Fu la Preobraženskaja a installare il primo termometro in vetta e a supervisionare i lavori per la costruzione della prima stazione meteorologica del Kazbek, nonché a costruire il primo bivacco per alpinisti. L'alpinismo è ancora una grande attrazione di questa meta grazie anche alla stazione meteorologica presente a 3600 metri, in cui è possibile pernottare all'interno per poi continuare la scalata.

## Leggende
La montagna alimenta numerose tradizioni georgiane che traggono origine da antichi miti. Uno di questi racconta che Amirani (un mito con alcune somiglianze con quello greco di Prometeo), un semidio dotato di forze straordinarie, viene punito per aver osato sfidare Dio. Amirani viene legato a un palo conficcato sul monte Kazbek, ma rifiuta il corvo mandatogli da Dio con pezzetti di pane e un bicchiere di vino. 
Sul monte si trova anche una grotta, chiamata Betlemi (Betlemme) e situata a circa 4000 metri di quota, che divenne sede nei secoli passati di un eremitaggio di monaci ortodossi. Sul monte esistono infatti molte tracce di un importante monastero rupestre distrutto per non fare cadere le reliquie sacre nelle mani dei predoni. Ancora oggi nel museo cittadino di Stepantsminda è possibile trovare alcune tracce di questo importante retaggio. Un altro elemento che mostra l'attività storico-artistica dei monaci di questa montagna è il Tempio della Santissima Trinità, che è arrivata a noi praticamente intatta perché nascosta sapientemente tra le montagne. Altre leggende collocano nella grotta la tenda di Abramo, o addirittura il luogo della nascita di Gesù.